# Mieloablazione
La mieloablazione o mielosoppressione, o ablazione midollare, consiste nella rimozione del midollo osseo di un malato che si prepara al trapianto di midollo osseo; è necessaria per distruggere il midollo del ricevente e creare spazio per il midollo del donatore senza compromettere gli elementi stromali midollari essenziali per l'attecchimento del trapianto.